# Zachary Elbouzedi
Zachary "Zack" Elbouzedi (Dublino, 5 aprile 1998) è un calciatore irlandese, centrocampista o attaccante del St Patrick's.

## Biografia
Elbouzedi è nato a Dublino da padre libico e madre irlandese.

## Carriera

### Club

#### Inverness
Elbouzedi ha iniziato la sua carriera nelle giovanili del Malahide United, prima di trasferirsi all'Inverness a parametro zero nell'estate del 2017 dal West Bromwich. Inizialmente rimasto fuori a causa di un infortunio, l'allenatore John Robertson aveva assicurato che gli avrebbe garantito un posto in squadra appena le sue condizioni fossero migliorate.

##### In prestito all'Elgin City
Il 30 dicembre 2017 è stato ceduto in prestito per 28 giorni all'Elgin City, per permettergli di riprendersi.
Dopo aver lavorato per tornare in forma con l'Elgin City, il 13 marzo 2018 ha debuttato tra i professionisti con l'Inverness contro il Dunfermline.

#### Waterford
Il 31 agosto 2018 ha rescisso il contratto che lo legava all'Inverness, a causa dei continui infortuni, giocando solo una partita nella stagione 2018-2019, quella della vittoria contro il Cove Rangers in Coppa di Lega.
Il 7 novembre 2018, si è trasferito al Waterford, formazione della massima serie irlandese.
Ha collezionato 29 presenze con i Blues in tutte le competizioni, mettendo a segno anche 6 gol, nonostante una stagione deludente per il club che ha chiuso al sesto posto in campionato.

#### Lincoln City
Il 16 dicembre 2019 ha firmato un contratto di lunga durata con il Lincoln City, ma entrando a far parte effettivamente della rosa dal 1º gennaio 2020. L'8 dicembre 2020 ha realizzato la sua prima rete con la maglia del Lincoln, nella vittoria contro lo Shrewsbury Town nell'EFL Trophy.

##### In prestito al Bolton
Il 16 gennaio 2021 è stato ceduto in prestito al Bolton fino al termine della stagione. Ha esordito poche ore dopo, nella partita contro il Cheltenham Town in Football League Two.

#### AIK
Il 15 luglio 2021 si è unito agli svedesi dell'AIK, squadra militante nell'Allsvenskan, per una cifra non rivelata, firmando un contratto fino al 31 dicembre 2024. Elbouzedi era già noto al suo nuovo allenatore Bartosz Grzelak, poiché nel novembre 2019 egli aveva segnato una rete alla Svezia Under-21 di cui il tecnico era all'epoca assistente. A pochi giorni dal suo acquisto, Elbouzedi ha debuttato nell'AIK e nell'Allsvenskan solo pochi giorni dopo, subentrando dalla panchina all'85' contro il Kalmar. Nella rimanente parte di quella stagione è stato utilizzato da titolare in gran parte degli incontri. Con l'esonero di Grzelak, avvenuto nell'agosto 2022 prima della diciannovesima giornata di campionato in favore di Henok Goitom, Elbouzedi è partito prevalentemente dalla panchina. Nell'Allsvenskan 2023 è stato perlopiù in panchina o addirittura in tribuna sia sotto il nuovo tecnico Andreas Brännström che sotto il suo successore Henning Berg, tanto da riuscire a collezionare solo sette presenze, tutte dalla panchina.

#### Swindon Town
Il 30 gennaio 2024, prima dell'inizio della stagione calcistica svedese di quell'anno, Elbouzedi è stato girato in prestito fino al successivo 30 giugno allo Swindon Town, militante in Football League Two. Qui ha collezionato 17 presenze.

#### St Patrick's Athletic
Terminato il prestito in Inghilterra, il 17 luglio 2024 è stato annunciato il suo passaggio a titolo definitivo dall'AIK al club irlandese del St Patrick's Athletic con un contratto pluriennale.

### Nazionale
Elbouzedi ha rappresentato le varie nazionali giovanili irlandesi. Può essere convocato dalla nazionale libica poiché suo padre è libico ed è stato contattato per rappresentare la Libia, ma ha sempre dichiarato di voler giocare solo per l'Irlanda. Nel 2019 è stato convocato per la prima volta dall'Under-21 e nello stesso anno è stato convocato per il Torneo di Tolone.

## Statistiche

### Presenze e reti nei club
Statistiche aggiornate al 9 giugno 2022.
| Stagione            | Squadra             | Campionato          | Campionato | Campionato | Coppe nazionali | Coppe nazionali | Coppe nazionali | Coppe continentali | Coppe continentali | Coppe continentali | Altre coppe | Altre coppe | Altre coppe | Totale | Totale |
| Stagione            | Squadra             | Comp                | Pres       | Reti       | Comp            | Pres            | Reti            | Comp               | Pres               | Reti               | Comp        | Pres        | Reti        | Pres   | Reti   |
| ------------------- | ------------------- | ------------------- | ---------- | ---------- | --------------- | --------------- | --------------- | ------------------ | ------------------ | ------------------ | ----------- | ----------- | ----------- | ------ | ------ |
| dic. 2017-gen. 2018 | Elgin City          | SL2                 | 3          | 0          | CS+CdL          | -               | -               |                    | -                  | -                  |             | -           | -           | 3      | 0      |
| gen.-giu. 2018      | Inverness           | SC                  | 4          | 0          | CS+CdL          | -               | -               |                    | -                  | -                  |             | -           | -           | 4      | 0      |
| lug. 2018           | Inverness           | SC                  | 0          | 0          | CS+CdL          | 0+1             | 0               |                    | -                  | -                  |             | -           | -           | 1      | 0      |
| Totale Inverness    | Totale Inverness    | Totale Inverness    | 4          | 0          |                 | 1               | 0               |                    | -                  | -                  |             | -           | -           | 5      | 0      |
| 2019                | Waterford           | PD                  | 27         | 6          | CI+CdL          | 0+2             | 0               |                    | -                  | -                  |             | -           | -           | 29     | 6      |
| gen.-mag. 2020      | Lincoln City        | FL1                 | 5          | 0          | FACup+CdL       | -               | -               |                    | -                  | -                  | FLT         | -           | -           | 5      | 0      |
| 2020-gen. 2021      | Lincoln City        | FL1                 | 2          | 0          | FACup+CdL       | 1+0             | 0               |                    | -                  | -                  | FLT         | 3           | 2           | 6      | 2      |
| Totale Lincoln City | Totale Lincoln City | Totale Lincoln City | 7          | 0          |                 | 1               | 0               |                    | -                  | -                  |             | 3           | 2           | 11     | 2      |
| gen.-mag. 2021      | Bolton              | FL2                 | 14         | 0          | FACup+CdL       | -               | -               |                    | -                  | -                  | FLT         | -           | -           | 14     | 0      |
| lug.-dic. 2021      | AIK                 | A                   | 20         | 1          | CS              | 1               | 1               |                    | -                  | -                  |             | -           | -           | 21     | 2      |
| 2022                | AIK                 | A                   | 10         | 0          | CS              | 4               | 1               |                    | -                  | -                  |             | -           | -           | 14     | 1      |
| Totale AIK          | Totale AIK          | Totale AIK          | 30         | 1          |                 | 5               | 2               |                    | -                  | -                  |             | -           | -           | 35     | 3      |
| Totale carriera     | Totale carriera     | Totale carriera     | 85         | 7          |                 | 9               | 2               |                    | -                  | -                  |             | 3           | 2           | 97     | 11     |

## Palmarès

### Club

#### Competizioni nazionali
- Scottish Challenge Cup: 1

Inverness: 2017-2018